# Clermont-Ferrand Challenger 1987
Il Clermont-Ferrand Challenger 1987 è stato un torneo di tennis facente parte della categoria ATP Challenger Series nell'ambito dell'ATP Challenger Series 1987. Il torneo si è giocato a Clermont Ferrand in Francia dal 22 al 28 giugno 1987 su campi in terra rossa.

## Vincitori

### Singolare
Bruno Orešar ha battuto in finale  Libor Pimek con il punteggio di 6–2, 6–4

### Doppio
Mansour Bahrami /  Claudio Mezzadri hanno battuto in finale  Christophe Lesage /  Jean-Marc Piacentile con il punteggio di 6–3, 7–5